# Насакан-Потьма
Насака́н-Потьма́ (рос. Насакан Потьма, ерз. Насакан-Потьма) — присілок у складі Кадошкінського району Мордовії, Росія. Входить до складу Великополянського сільського поселення.
Населення — 32 особи (2010; 45 у 2002).
Національний склад станом на 2002 рік:
- татари — 91 %